# Melanothrix
Melanothrix is een geslacht van vlinders van de familie Eupterotidae.

## Soorten
- M. alternans Pagenstecher, 1890
- M. homochroa Grünberg, 1914
- M. intermedia Rothschild, 1917
- M. latevittata Grünberg, 1914
- M. leucotrigona Hampson, 1893
- M. nicevillei Hampson, 1896
- M. nymphaliaria Walker, 1866
- M. radiata Grünberg, 1914
- M. sanchezi Schultze, 1925
- M. semperi Rothschild, 1917
- M. sundaensis Holloway, 1976
- M. xanthomelas Strand, 1924